# Норт Американ B-25 Мичъл
„B-25 Мичъл“ (на английски: North American B-25 Mitchell) е двумоторен тактически бомбардировач от Съединените американски щати, произвеждан от компанията „Норт Американ Авиейшън“. Първият полет е на 19 август 1940 г.
Използван е от въоръжените сили на Съединените щати и на много техни съюзници по време на Втората световна война. Продължава да се използва и след края на войната, като последния самолет е изведен от редовна употреба през 1979 година в Индонезия. Общото количество на произведените самолети е 9816 броя.

## Конструкция
„В-25 Мичъл“ е двумоторен цялометалически, петместен бомбардировач със среден радиус на действие. Носи името на пилота и пионер на американската военна авиация генерал Уилям Мичъл, наричан още Били Мичъл (Billy Mitchell, 28 декември 1879 – 19 февруари 1936).
Двумоторният бомбардировач, съоръжен с 4 картечници и оръдие 75 mm, е използван по време на Втората световна война в Тихоокеанския и Средиземноморския боен театър като щурмови самолет за борба с танкове.

## Галерия
- В-25 Мичъл
- В-25J бомбардировач
- В-25Н щурмовик със 75 mm оръдие